# Mecynargus foveatus
Mecynargus foveatus là một loài nhện trong họ Linyphiidae.
Loài này thuộc chi Mecynargus. Mecynargus foveatus được Maria Dahl miêu tả năm 1912.